# Susanna Forsström
Susanna Forsström (Lahti, 19 aprile 1995) è una saltatrice con gli sci finlandese.

## Biografia
Attiva in gare FIS dal settembre del 2013, la Forsström ha esordito in Coppa del Mondo il 7 dicembre 2013 a Lillehammer (38ª) e ai Campionati mondiali a Falun 2015, dove si è classificata 40ª nel trampolino normale e 10ª nella gara a squadre. Ai Mondiali di Lahti 2017 si è piazzata 11ª nella gara a squadre, a quelli di Seefeld in Tirol 2019 40ª nel trampolino normale e 11ª nella gara a squadre e a quelli di Oberstdorf 2021 34ª nel trampolino normale, 37ª nel trampolino lungo e 9ª nella gara a squadre.

## Palmarès

### Coppa del Mondo
- Miglior piazzamento in classifica generale: 47ª nel 2014